# Nösund

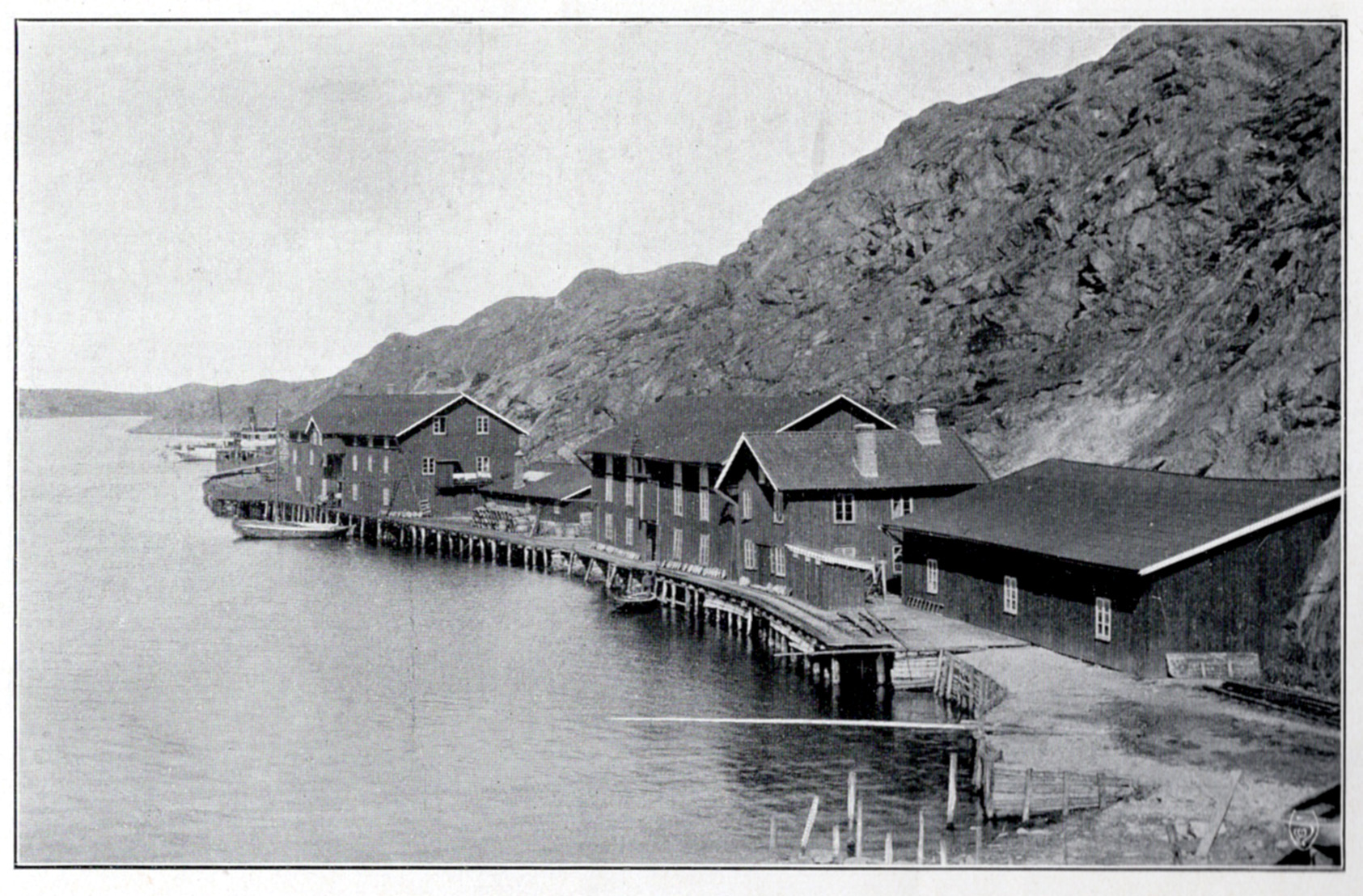
Nösunds salteribolag, 1903

Nösund är en småort i Tegneby socken i Orusts kommun, Västra Götalands län belägen på sydvästra Orust. Orten var under 1800-talet ett kommersiellt centrum och huvudort på Orust.

## Historik
Nära Nösunds kapell vid Enersbacken har man hittat 11 500 år gamla boplatser och Nösund är sedan 1400-talet känt som en jordbruksfastighet. Befolkning livnärde sig fram till sekelskiftet 1800 främst på jordbruk och husbehovsfiske. Nösund kom att förändras med sillperioden vid 1700-talets slut då det uppfördes sillsalteri och trankokeri.
Nösunds ekonomi försämrades när sillen försvann 1809 men vid mitten av 1800-talet kom de två handelsmännnen Leopold Gerle och C.R. Holst till orten. De grundade affärer, salteribolag och rederier och lade grunden till Nösunds storhetsperiod. Orten blev snabbt Orust kommersiella centrum och huvudort på ön. Det fanns post, bank, konservfabrik och virkes- och spannmålsexport och 1871 öppnades en ångbåtslinje mellan Göteborg och Nösund.
Ångbåtslinjen öppnade upp för sommargäster och varm- och kallbadhus, gästgivargård och pensionat byggdes och ortens popularitet växte under 1880-talet medan handels- och sjöfartsverksamheten tynade bort. Det första sommarhuset uppfördes 1905 och följdes av flera.

## Bebyggelse
Nösunds bebyggelse skiljer sig från de övriga kustsamhällen på Orust som har en tätare koncentration av hus. Nösund består av en liten klunga hus som är utspridda kring den gamla ångbåtsbryggan medan majoriteten av bebyggelsen ligger längs med landsvägen som leder mot Tegneby. Mycket av den äldre bebyggelsen är bevarad, bland annat de gamla handelshusen, pensionatet, badhus och magasin. I det gamla pensionatet finns idag Nösunds värdshus.